# Dendryphantes barguzinensis
Dendryphantes barguzinensis är en spindelart som beskrevs av Sergei N. Danilov 1997. Dendryphantes barguzinensis ingår i släktet Dendryphantes och familjen hoppspindlar. Inga underarter finns listade i Catalogue of Life.